# Asteraceae
Asteraceae (sau Compositae) este una dintre cele mai mari familii de plante cu flori, cuprinzând peste 1.500 de genuri și circa 23.000 de specii, răspândite pe tot globul.
Această familie cuprinde plantele care au florile grupate într-o inflorescență numită capitul (calatidiu). Exemple: cicoare, floarea-soarelui, păpădie, coada șoricelului etc.

## Subfamilii
| Subfamilie                   | Genuri nr. | Specii nr. | Specii % | Răspândire                       |
| Barnadesioideae              | 9          | 93         |          | America de Sud îndeosebi în Anzi |
| Stifftia                     |            |            |          | America de Sud; Asia             |
| Mutisioideae                 | 58         | 750        | 3%       | America de Sud                   |
| Gochnatioideae               | 4-5        | 90         |          |                                  |
| Hecastocleioideae            | 1          | 1          |          | sud-vestul SUA                   |
| Carduoideae                  | 83         | 2 500      | 11%      | pe tot globul                    |
| Pertyoideae                  | 5-6        | 70         |          |                                  |
| Gymnarrhenoideae             | 1          | 1          |          | nordul Africii                   |
| Cichorioideae (Liguliflorae) | 224        | 3 200      | 14%      | pe tot globul                    |
| Corymbioideae                | 1          | 7          |          |                                  |
| Asteroideae (Tubuliflorae)   | 1130       | 16 200     | 70%      | pe tot globul                    |
| ---------------------------- | ---------- | ---------- | -------- | -------------------------------- |

## Genuri

### A
Aaronsohnia · Abrotanella · Acamptopappus · Acanthocephalus · Acanthocladium · Acanthodesmos · Acantholepis · Acanthospermum · Acanthostyles · Achillea · Achnophora · Achnopogon · Achyrachaena · Achyrocline · Achyropappus · Achyrothalamus · Acilepidopsis · Acilepis · Acmella · Acomis · Acourtia · Acrisione · Acritopappus · Acroptilon · Actinobole · Actinoseris · Actites · Adelostigma · Adenanthellum · Adenocaulon · Adenocritonia · Adenoglossa · Adenoon · Adenopappus · Adenophyllum · Adenostemma · Adenostyles · Adenothamnus · Aedesia · Aegopordon · Aequatorium · Aetheolaena · Aetheorhiza · Ageratella · Ageratina · Ageratinastrum · Ageratum · Agoseris · Agrianthus · Ainsliaea · Ajania · Ajaniopsis · Alatoseta · Albertinia · Alcantara · Alciope · Aldama · Alepidocline · Alfredia · Aliella · Allagopappus · Allardia · Alloispermum · Allopterigeron · Almutaster · Alomia · Alomiella · Alvordia · Amauria · Amberboa · Amblyocarpum · Amblyolepis · Amblyopappus · Amboroa · Ambrosia · Ameghinoa · Amellus · Ammobium · Amolinia · Ampelaster · Amphiachyris · Amphiglossa · Amphipappus · Amphoricarpos · Anacantha · Anacyclus · Anaphalioides · Anaphalis · Anaxeton · Ancathia · Ancistrocarphus · Ancistrophora · Andryala · Angelphytum · Angianthus · Anisochaeta · Anisocoma · Anisopappus · Anisothrix · Antennaria · Anthemis · Antillia · Antiphiona · Antithrixia · Anura · Anvillea · Apalochlamys · Aphanactis · Aphanostephus · Aphyllocladus · Apodocephala · Apopyros · Aposeris · Apostates · Arbelaezaster · Archibaccharis · Arctium · Arctogeron · Arctotheca · Arctotis · Argyranthemum · Argyroglottis · Argyrovernonia · Argyroxiphium · Aristeguietia · Arnaldoa · Arnica · Arnicastrum · Arnoglossum · Arnoseris · Arrhenechthites · Arrojadocharis · Arrowsmithia · Artemisia · Artemisiopsis · Asaemia · Asanthus · Ascidiogyne · Aspilia · Asplundianthus · Aster · Asteridea · Asteriscus · Asteromoea · Asteropsis · Asterothamnus · Astranthium · Athanasia · Athrixia · Athroisma · Atractylis · Atractylodes · Atrichantha · Atrichoseris · Austrobrickellia · Austrocritonia · Austroeupatorium · Austrosynotis · Axiniphyllum · Ayapana · Ayapanopsis · Aylacophora · Aynia · Aztecaster

### B
Baccharidopsis · Baccharis · Baccharoides · Badilloa · Baeria · Baeriopsis · Bafutia · Bahia · Bahianthus · Baileya · Balduina · Balsamorhiza · Baltimora · Barkleyanthus · Barnadesia · Barroetea · Barrosoa · Bartlettia · Bartlettina · Basedowia · Bebbia · Bedfordia · Bejaranoa · Bellida · Bellis · Bellium · Belloa · Berardia · Berkheya · Berlandiera · Berroa · Berylsimpsonia · Bidens · Bigelowia · Bishopalea · Bishopanthus · Bishopiella · Bishovia · Blainvillea · Blakeanthus · Blakiella · Blanchetia · Blennosperma · Blennospora · Blepharipappus · Blepharispermum · Blepharizonia · Blumea · Blumeopsis · Boeberastrum · Boeberoides · Bolanosa · Bolocephalus · Boltonia · Bombycilaena · Borkonstia · Borrichia · Bothriocline · Brachanthemum · Brachionostylum · Brachyactis · Brachyclados · Brachyglottis · Brachylaena · Brachyscome · Brachythrix · Bracteantha · Brickellia · Brickelliastrum · Bryomorphe · Buphthalmum · Burkartia

### C
Cabreriella · Cacalia · Cacaliopsis · Cacosmia · Cadiscus · Caesulia · Calea · Calendula · Callicephalus · Callilepis · Callistephus · Calocephalus · Calomeria · Calostephane · Calotesta · Calotis · Calycadenia · Calycoseris · Calyptocarpus · Camchaya · Campovassouria · Camptacra · Campuloclinium · Canadanthus · Cancrinia · Cancriniella · Cardopatium · Carduncellus · Carduus · Carlina · Carminatia · Carpesium · Carphephorus · Carphochaete · Carramboa · Carterothamnus · Carthamus · Cassinia · Castanedia - 
Castrilanthemum · Catamixis · Catananche · Catatia · Cavalcantia · Cavea · Celmisia · Centaurea · Centaurodendron · Centauropsis · Centaurothamnus · Centipeda · Centratherum · Cephalipterum · Cephalopappus · Cephalorrhynchus · Cephalosorus · Ceratogyne · Ceruana · Chacoa · Chaenactis · Chaetadelpha · Chaetanthera · Chaetopappa · Chaetoseris · Chamaechaenactis · Chamaegeron · Chamaemelum · Chamaepus · Chaptalia · Chardinia · Charieis · Cheirolophus · Chersodoma · Chevreulia · Chiliadenus · Chiliocephalum · Chiliophyllum · Chiliotrichiopsis · Chiliotrichum · Chimantaea · Chionolaena · Chionopappus · Chlamydophora · Chloracantha · Chondrilla · Chondropyxis · Chresta · Chromolaena · Chromolepis · Chronopappus · Chrysactinia · Chrysactinium · Chrysanthellum · Chrysanthemoides · Chrysanthemum · Chrysanthoglossum · Chrysocephalum · Chrysocoma · Chrysogonum · Chrysolaena · Chrysoma · Chrysophthalmum · Chrysopsis · Chrysothamnus · Chthonocephalus · Chucoa · Chuquiraga · Cicerbita · Ciceronia · Cichorium · Cineraria · Cirsium · Cissampelopsis · Cladanthus · Cladochaeta · Clappia · Clibadium · Cnicothamnus · Cnicus · Coespeletia · Coleocoma · Coleostephus · Colobanthera · Columbiadoria · Comaclinium · Comborhiza · Commidendrum · Complaya · Condylidium · Condylopodium · Conocliniopsis · Conoclinium · Conyza · Coreocarpus · Coreopsis · Corethamnium · Correllia · Corymbium · Cosmos · Cotula · Coulterella · Cousinia · Cousiniopsis · Craspedia · Crassocephalum · Cratystylis · Cremanthodium · Crepidiastrum · Crepis · Critonia · Critoniadelphus · Critoniella · Critoniopsis · Crocidium · Cronquistia · Cronquistianthus · Croptilon · Crossostephium · Crossothamnus · Crupina · Cuatrecasanthus · Cuatrecasasiella · Cuchumatanea · Cullumia · Cuspidia · Cyanthillium · Cyathocline · Cyathomone · Cyclolepis · Cylindrocline · Cymbolaena · Cymbonotus · Cymbopappus · Cynara · Cyrtocymura

### D
Dacryotrichia · Dahlia · Damnamenia · Damnxanthodium · Dasycondylus · Dasyphyllum · Daveaua · Decachaeta · Decastylocarpus · Decazesia · Delairea · Delamerea · Delilia · Dendranthema · Dendrocacalia · Dendrophorbium · Dendrosenecio · Dendroseris · Denekia · Desmanthodium · Dewildemania · Diacranthera · Dianthoseris · Diaphractanthus · Diaspananthus · Dicercoclados · Dichaetophora · Dichrocephala · Dichromochlamys · Dicoma · Dicoria · Dicranocarpus · Didelta · Dielitzia · Digitacalia · Dimeresia · Dimerostemma · Dimorphocoma · Dimorphotheca · Dinoseris · Diodontium · Diplazoptilon · Diplostephium · Dipterocome · Dipterocypsela · Disparago · Dissothrix · Distephanus · Disynaphia · Dithyrostegia · Dittrichia · Doellingeria · Dolichoglottis · Dolichorrhiza · Dolichothrix · Dolomiaea · Doniophyton · Dorobaea · Doronicum · Dracopis · Dresslerothamnus · Dubautia · Dubyaea · Dugesia · Duhaldea · Duidaea · Duseniella · Dymondia · Dyscritogyne · Dyscritothamnus · Dysodiopsis · Dyssodia

### E
Eastwoodia · Eatonella · Echinacea · Echinocoryne · Echinops · Eclipta · Edmondia · Egletes · Eirmocephala · Eitenia · Ekmania · Elachanthus · Elaphandra · Elephantopus · Eleutheranthera · Ellenbergia · Elytropappus · Embergeria · Emilia · Emiliella · Encelia · Enceliopsis · Endocellion
Endopappus · Engelmannia · Engleria · Enydra · Epaltes · Epilasia · Episcothamnus · Epitriche · Erato · Erechtites · Eremanthus · Eremosis · Eremothamnus · Eriachaenium · Ericameria · Ericentrodea · Erigeron · Eriocephalus · Eriochlamys · Eriophyllum · Eriothrix · Erlangea · Erodiophyllum · Erymophyllum · Eryngiophyllum · Erythradenia · Erythrocephalum · Espejoa · Espeletia · Espeletiopsis · Ethulia · Eucephalus · Euchiton · Eumorphia · Eupatoriastrum · Eupatorina · Eupatoriopsis · Eupatorium · Euphrosyne · Eurybiopsis · Eurydochus · Euryops · Eutetras · Euthamia · Evacidium · Ewartia · Ewartiothamnus · Exomiocarpon

### F
Facelis · Farfugium · Faujasia · Faxonia · Feddea · Feldstonia · Felicia · Femeniasia · Fenixia · Ferreyranthus · Ferreyrella · Filago · Filifolium · Fitchia · Fitzwillia · Flaveria · Fleischmannia · Fleischmanniopsis · Florestina · Floscaldasia · Flosmutisia · Flourensia · Flyriella · Formania · Foveolina · Freya · Fulcaldea

### G
Gaillardia · Galactites · Galeana · Galeomma · Galinsoga · Gamochaeta · Gamochaetopsis · Gamolepis · Garberia · Garcibarrigoa · Garcilassa · Gardnerina · Garhadiolus · Garuleum · Gazania · Geigeria · Geissolepis · Geraea · Gerbera · Geropogon · Gibbaria · Gilberta · Gilruthia · Gladiopappus · Glaziovianthus · Glossarion · Glossocardia · Glossopappus · Glyptopleura · Gnaphaliothamnus · Gnaphalium · Gnephosis · Gochnatia · Goldmanella · Gongrostylus · Gongylolepis · Goniocaulon · Gonospermum · Gorceixia · Gorteria · Gossweilera · Goyazianthus · Grangea · Grangeopsis · Graphistylis · Gratwickia · Grauanthus · Grazielia · Greenmaniella · Grindelia · Grisebachianthus · Grosvenoria · Guardiola · Guayania · Guevaria · Guizotia · Gundelia · Gundlachia · Gutierrezia · Gymnanthemum · Gymnarrhena · Gymnocondylus · Gymnocoronis · Gymnodiscus · Gymnolaena · Gymnopentzia · Gymnosperma · Gymnostephium · Gynoxys · Gynura · Gypothamnium · Gyptidium · Gyptis · Gyrodoma

### H
Haastia · Haeckeria · Haegiela · Handelia · Haplocarpha · Haploesthes · Haplopappus · Haplostephium · Harleya · Harnackia · Hartwrightia · Hasteola · Hatschbachiella · Hazardia · Hebeclinium · Hecastocleis · Hedypnois · Helenium · Helianthella · Helianthus · Helichrysopsis · Helichrysum · Heliocauta · Heliomeris · Heliopsis · Helipterum · Helminthotheca · Helogyne · Hemisteptia · Hemizonia · Henricksonia · Heptanthus · Herderia · Herodotia · Herrickia · HertiaHesperevax · Hesperodoria · Hesperomannia · Heteracia · Heteranthemis · Heterocoma · Heterocondylus · Heterocypsela · Heteroderis · Heterolepis · Heteromera · Heteromma · Heteropappus · Heteroplexis · Heterorhachis · Heterosperma · Heterothalamus · Heterotheca · Hidalgoa · Hieracium
Hilliardia · Hinterhubera · Hippia · Hippolytia · Hirpicium · Hispidella · Hochstetteria · Hoehnephytum · Hoffmanniella · Hofmeisteria · Holocarpha · Holocheilus · Hololeion · Hololepis · Holozonia · Homognaphalium · Homogyne · Hoplophyllum · Huarpea · Hubertia · Hughesia · Hulsea · Humea · Humeocline · Hyalis · Hyalochaete · Hyalochlamys · Hyaloseris · Hyalosperma · Hybridella · Hydroidea · Hydropectis · Hymenocephalus · Hymenoclea · Hymenolepis · Hymenonema · Hymenopappus · Hymenostemma · Hymenothrix · Hymenoxys · Hyoseris · Hypacanthium · Hypericophyllum · Hypochaeris · Hysterionica · Hystrichophora

### I
Ichthyothere · Idiothamnus · Ifloga · Ighermia · Iltisia · Imeria · Inezia · Inula · Inulanthera · Inulopsis · Iocenes · Iodocephalus · Iogeton · Ionactis · Iostephane · Iotasperma · Iphiona · Iphionopsis · Iranecio · Irwinia · Ischnea · Ismelia · Isocarpha · Isocoma · Isoetopsis · Isostigma · Iva · Ixeridium · Ixeris · Ixiochlamys · Ixiolaena · Ixodia

### J
Jacmaia · Jaegeria · Jalcophila · Jaliscoa · Jamesianthus · Jaramilloa · Jasonia · Jaumea · Jefea · Jeffreya · Jessea · Joseanthus · Jungia · Jurinea · Jurinella

### K
Kalimeris · Karelinia · Karvandarina · Kaschgaria · Kaunia · Keysseria · Kinghamia · Kingianthus · Kippistia · Kirkianella · Kleinia · Koanophyllon · Koehneola · Koelpinia · Krigia · Kyrsteniopsis

### L
Lachanodes · Lachnophyllum · Lachnorhiza · Lachnospermum · Lactacella · Lactuca · Lactucella · Lactucosonchus · Laennecia · Laestadia · Lagascea · Lagedium · Lagenithrix · Lagenophora · Laggera · Lagophylla · Lamprachaenium · Lamprocephalus · Lamyropappus · Lamyropsis · Langebergia · Lantanopsis · Lapsana · Lapsanastrum · Lasianthaea · Lasiocephalus · Lasiolaena · Lasiopogon · Lasiospermum · Lasthenia · Launaea · Lawrencella · Layia · Lecocarpus · Leibnitzia · Leiboldia · Lembertia · Lemoorea · Leontodon · Leontopodium · Lepidaploa · Lepidesmia · Lepidolopha · Lepidolopsis · Lepidonia · Lepidophorum · Lepidophyllum · Lepidospartum · Lepidostephium · Leptinella · Leptocarpha · Leptoclinium · Leptorhynchos · Leptostelma · Lescaillea · Lessingia · Lessingianthus · Leucactinia · Leucanthemella · Leucanthemopsis · Leucanthemum · Leucheria · Leucoblepharis · Leucocyclus · Leucogenes · Leucomeris · Leucophyta · Leucoptera · Leunisia · Leuzea · Leysera · Liabellum · Liabum · Liatris · Libanothamnus · Lidbeckia · Lifago · Ligularia · Limbarda · Lindheimera · Lipochaeta · Liatris · Litogyne · Litothamnus · Litrisa · Llerasia · Logfia · Lomatozona · Lonas · Lopholaena · Lophopappus · Lordhowea · Lorentzianthus · Loricaria · Lourteigia · Loxothysanus · Lucilia · Luciliocline · Lugoa · Luina · Lulia · Lundellianthus · Lycapsus · Lychnophora · Lycoseris · Lygodesmia

### M
Machaeranthera · Macowania · Macrachaenium · Macraea · Macroclinidium · Macropodina · Macvaughiella · Madagaster · Madia · Mairia · Malacothrix · Mallotopus · Malmeanthus · Malperia · Mantisalca · Marasmodes · Marshallia · Marshalljohnstonia · Marticorenia · Matricaria · Mattfeldanthus · Mattfeldia · Matudina · Mauranthemum · Mausolea · Mecomischus · Megalodonta · Melampodium · Melanodendron · Melanthera · Merrittia · Metalasia · Metastevia · Mexerion · Mexianthus · Micractis · Microcephala · Microglossa · Microgynella · Microliabum · Micropsis · Micropus · Microseris · Microspermum · Mikania · Mikaniopsis · Milleria · Millotia · Minuria · Miricacalia · Miyamayomena · Mniodes · Monactis · Monarrhenus · Monogereion · Monolopia · Monoptilon · Montanoa · Monticalia · Moonia · Moquinia · Morithamnus · Moscharia · Msuata · Mulgedium · Munnozia · Munzothamnus · Muschleria · Mutisia · Mycelis · Myopordon · Myriactis · Myriocephalus · Myripnois · Myxopappus

### N
Nabalus · Nananthea · Nannoglottis · Nanothamnus · Nardophyllum · Narvalina · Nassauvia · Nauplius · Neblinaea · Neja · Nelsonianthus · Nemosenecio · Neocabreria · Neocuatrecasia · Neohintonia · Neojeffreya · Neomirandea · Neomolina · Neopallasia · Neotysonia · Nesomia · Nestlera · Neurolaena · Neurolakis · Nicolasia · Nicolletia · Nidorella · Nikitinia · Nipponanthemum · Nivellea · Nolletia · Nothobaccharis · Nothocalais · Noticastrum · Notobasis · Notoseris · Nouelia · Novenia

### O
Oaxacania · Oblivia · Ochrocephala · Oclemena · Odixia · Odontocline · Oedera · Oiospermum · Oldenburgia · Olearia · Olgaea · Oligactis · Oliganthes · Oligocarpus · Oligochaeta · Oligoneuron · Oligothrix · Olivaea · Omalotheca · Omphalopappus · Oncosiphon · Ondetia · Onopordum · Onoseris · Oonopsis · Oparanthus · Ophryosporus · Opisthopappus · Oreochrysum · Oreoleysera · Oreostemma · Oritrophium · Orochaenactis · Osbertia · Osmadenia · Osmiopsis · Osmitopsis · Osteospermum · Otanthus · Oteiza · Othonna · Otopappus · Otospermum · Outreya · Oxycarpha · Oxylaena · Oxylobus · Oxypappus · Oxyphyllum · Oyedaea · Ozothamnus

### P
Pachylaena · Pachystegia · Pachythamnus · Pacifigeron · Packera · Pacourina · Palafoxia · Paleaepappus · Pamphalea · Pappobolus · Pappochroma · Paracalia · Parachionolaena · Paragynoxys · Paralychnophora · Paranephelius · Parantennaria · Parapiqueria · Paraprenanthes · Parasenecio · Parastrephia · Parthenice · Parthenium · Pasaccardoa · Pechuel-Loeschea · Pectis · Pegolettia · Pelucha · Pentacalia · Pentachaeta · Pentanema · Pentatrichia · Pentzia · Perdicium · Perezia · Pericallis · Pericome · Peripleura · Perityle · Perralderia · Pertya · Perymeniopsis · Perymenium · Petalacte · Petasites · Peteravenia · Petradoria · Petrobium · Peucephyllum · Phacellothrix · Phaenocoma · Phaeostigma · Phagnalon · Phalacrachena · Phalacraea · Phalacrocarpum · Phalacroseris · Phaneroglossa
Phanerostylis · Phania · Philactis · Philoglossa · Philyrophyllum · Phoebanthus · Phyllocephalum · Phymaspermum · Picnomon · Picradeniopsis · Picris · Picrosia · Picrothamnus · Pilosella · Pilostemon · Pinaropappus · Pingraea · Pinillosia · Piora · Pippenalia · Piptocarpha · Piptocoma · Piptolepis · Piptothrix · Piqueria · Piqueriella · Piqueriopsis · Pithecoseris · Pithocarpa · Pittocaulon · Pityopsis · Pladaroxylon · Plagiobasis · Plagiocheilus · Plagiolophus · Plagius · Planaltoa · Planea · Plateilema · Platycarpha · Platypodanthera · Platyschkuhria · Plazia · Plecostachys · Plectocephalus · Pleiotaxis · Pleocarphus · Pleurocarpaea · Pleurocoronis · Pleurophyllum · Pluchea · Podachaenium · Podanthus · Podocoma · Podolepis · Podotheca · Poecilolepis · Pogonolepis · Pojarkovia · Pollalesta · Polyachyrus · Polyanthina · Polyarrhena · Polycalymma · Polychrysum · Polymnia · Polytaxis · Porophyllum · Porphyrostemma · Praxeliopsis · Praxelis · Prenanthella · Prenanthes · Printzia · Prionopsis · Prolobus · Prolongoa · Proteopsis · Proustia · Psacaliopsis · Psacalium · Psathyrotes · Psathyrotopsis · Psednotrichia · Pseudelephantopus · Pseudobahia · Pseudoblepharisper · Pseudobrickellia · Pseudocadiscus · Pseudoclappia · Pseudoconyza · Pseudognaphalium · Pseudogynoxys · Pseudohandelia · Pseudojacobaea · Pseudokyrsteniopsi · Pseudoligandra · Pseudonoseris · Pseudostifftia · Psiadia · Psiadiella · Psilactis · Psilocarphus · Psilostrophe · Psychrogeton · Psychrophyton · Pterachaenia · Pterocaulon · Pterocypsela · Pteronia · Pterothrix · Pterygopappus · Ptilostemon · Pulicaria · Pycnocephalum · Pyrrhopappus · Pyrrocoma · Pytinicarpa

### Q
Quelchia · Quinetia · Quinqueremulus

### R
Radlkoferotoma · Rafinesquia · Raillardella · Raillardiopsis · Rainiera · Raoulia · Raouliopsis · Rastrophyllum · Ratibida · Raulinoreitzia · Rayjacksonia · Reichardia · Relhania · Remya · Rennera · Rensonia · Revealia · Rhagadiolus · Rhamphogyne · Rhanteriopsis · Rhanterium · Rhetinolepis · Rhodanthe · Rhodanthemum · Rhodanthemum · Rhynchopsidium · Rhynchospermum · Rhysolepis · Richteria · Riencourtia · Rigiopappus · Robinsonecio · Robinsonia · Rochonia · Rojasianthe · Rolandra · Roldana · Rosenia · Rothmaleria · Rudbeckia · Rugelia · Ruilopezia · Rumfordia · Russowia · Rutidosis

### S
Sabazia · Sachsia · Salmea · Santolina · Santosia · Sanvitalia · Sarcanthemum · Sartorina · Sartwellia · Saussurea · Scalesia · Scariola · Scherya · Schischkinia · Schistocarpha · Schistostephium · Schizogyne · Schizoptera · Schizotrichia · Schkuhria · Schlechtendalia · Schmalhausenia · Schoenia · Sciadocephala · Sclerocarpus · Sclerolepis · Sclerorhachis · Sclerostephane · Scolymus · Scorzonera · Scrobicaria · Selloa · Senecio · Sericocarpus · Seriphidium · Serratula · Shafera · Sheareria · Shinnersia · Shinnersoseris · Siapaea · Siebera · Sigesbeckia · Siloxerus · Silphium · Silybum · Simsia · Sinacalia
Sinclairia · Sinoleontopodium · Sinosenecio · Sipolisia · Smallanthus · Soaresia · Solanecio · Solenogyne · Solidago · Soliva · Sommerfeltia · Sonchus · Sondottia · Soroseris · Spaniopappus · Sparganophorus · Sphaeranthus · Sphaereupatorium · Sphaeromeria · Sphagneticola · Spilanthes · Spiracantha · Spiroseris · Squamopappus · Stachycephalum · Staehelina · Standleyanthus · Staurochlamys · Stebbinsoseris · Steiractinia · Steirodiscus · Stemmacantha · Stenachaenium · Stenocephalum · Stenocline · Stenopadus · Stenophalium · Stenops · Stenoseris · Stenotus · Stephanochilus · Stephanodoria · Stephanomeria · Steptorhamphus · Stevia · Steviopsis · Steyermarkina · Stifftia · Stilpnogyne · Stilpnolepis · Stilpnopappus · Stoebe · Stokesia · Stomatanthes · Stomatochaeta · Stramentopappus · Streptoglossa · Strotheria · Stuartina · Stuckertiella · Stuessya · Stylocline · Stylotrichium · Sventenia · Symphyllocarpus · Symphyopappus · Symphyotrichum · Syncalathium · Syncarpha · Syncephalum · Syncretocarpus · Synedrella · Synedrellopsis · Syneilesis · Synotis · Syntrichopappus · Synurus · Syreitschikovia

### T
Taeckholmia · Tagetes · Takeikadzuchia · Takhtajaniantha · Talamancalia · Tamananthus · Tamania · Tamaulipa · Tanacetopsis · Tanacetum · Taplinia · Taraxacum · Tarchonanthus · Tehuana · Teixeiranthus · Telanthophora · Telekia · Telmatophila · Tenrhynea · Tephroseris · Tessaria · Tetrachyron · Tetradymia · Tetragonotheca · Tetramolopium · Tetraneuris · Tetranthus · Tetraperone · Thaminophyllum · Thamnoseris · Thelesperma · Thespidium · Thespis · Thevenotia · Thiseltonia · Thurovia · Thymophylla · Thymopsis · Tiarocarpus · Tietkensia · Tithonia · Tolbonia · Tolpis
Tomentaurum · Tonestus · Tourneuxia · Townsendia · Tracyina · Tragopogon · Traversia · Trichanthemis · Trichanthodium · Trichocline · Trichocoronis · Trichocoryne · Trichogonia · Trichogoniopsis · Trichogyne · Tricholepis · Trichoptilium · Trichospira · Tridactylina · Tridax · Trigonospermum · Trilisa · Trimorpha · Trioncinia · Tripleurospermum · Triplocephalum · Tripteris · Triptilion · Triptilodiscus · Trixis · Troglophyton · Tuberostylis · Tugarinovia · Turaniphytum · Tussilago · Tuxtla · Tyleropappus · Tyrimnus

### U
Uechtritzia · Ugamia · Uleophytum · Unxia · Urbananthus · Urbinella · Urmenetea · Urolepis · Uropappus · Urospermum · Ursinia

### V
Vanclevea · Varilla · Varthemia · Vellereophyton · Venegasia · Venidium · Verbesina · Vernonia · Vernoniopsis · Viereckia · Vieria · Vigethia · Viguiera · Villanova · Vilobia · Vittadinia · Vittetia · Volutaria

### W
Waitzia · Wamalchitamia · Warionia · Wedelia · Welwitschiella · Wendelboa · Werneria · Westoniella · Whitneya · Wilkesia · Willemetia · Wollastonia · Wulffia · Wunderlichia · Wyethia

### X
Xanthisma · Xanthium · Xanthocephalum · Xanthopappus · Xeranthemum · Xerolekia · Xylanthemum · Xylorhiza · Xylothamia

### Y
Yermo · Youngia

### Z
Zaluzania · Zandera · Zexmenia · Zinnia · Zoegea · Zyrphelis · Zyzyxia

## Specii din România
În flora României vegetează 496 de specii ce aparțin la 90 de genuri.
- Achillea ageratum - Coada șoricelului
- Achillea asplenifolia - Coada șoricelului
- Achillea clypeolata - Coada șoricelului
- Achillea coarctata - Coada șoricelului
- Achillea collina - Coada șoricelului
- Achillea crithmifolia - Limbricariță
- Achillea depressa - Coada șoricelului
- Achillea distans - Coada șoricelului
- Achillea filipendulina - Coada șoricelului
- Achillea impatiens - Coada șoricelului
- Achillea innundata - Coada șoricelului
- Achillea leptophylla - Coada șoricelului
- Achillea lingulata - Coada șoricelului
- Achillea millefolium - Coada șoricelului
- Achillea nobilis - Coada șoricelului
- Achillea ochroleuca - Coada șoricelului
- Achillea pannonica - Coada șoricelului
- Achillea ptarmica - Rotoțele albe
- Achillea salicifolia - Strănutătoare
- Achillea schurii - Coada șoricelului
- Achillea setacea - Coada șoricelului
- Achillea stricta - Coada șoricelului
- Achillea thracica - Coada șoricelului
- Achillea x roseo-alba - Coada șoricelului
- Adenostyles alliariae - Ciucurași
- Adenostyles pyrenaica
- Ageratum houstonianum - Pufuleți
- Ambrosia artemisiifolia
- Ambrosia psilostachya
- Ambrosia trifida
- Andryala levitomentosa
- Antennaria dioica - Parpian, Siminic
- Anthemis arvensis - Romaniță de câmp
- Anthemis austriaca
- Anthemis carpatica
- Anthemis cotula - Romaniță puturoasă
- Anthemis cretica
- Anthemis macrantha
- Anthemis ruthenica
- Anthemis tinctoria - Floare de perină
- Anthemis triumfetti
- Aposeris foetida - Crestată
- Arctium lappa - Brusture
- Arctium minus - Brusture
- Arctium nemorosum - Brusture
- Arctium pubens - Brusture
- Arctium tomentosum - Brusture
- Arnica montana - Arnică
- Artemisia abrotanum - Lemnul Domnului
- Artemisia absinthium - Pelin
- Artemisia alba - Pelin
- Artemisia annua - Năfturică
- Artemisia austriaca - Peliniță
- Artemisia campestris - Pelin nemirositor
- Artemisia dracunculus - Tarhon
- Artemisia dzevanovskyi - Pelin
- Artemisia eriantha - Pelin
- Artemisia lerchiana - Pelin
- Artemisia pedemontana - Pelin
- Artemisia pontica - Pelin
- Artemisia santonica - Pelin
- Artemisia scoparia - Pelin de mături
- Artemisia tscheraieviana - Pelin
- Artemisia vulgaris - Pelinariță
- Aster alpinus - Ochiul boului
- Aster amellus - Steliță vânătă
- Aster canus - Steliță
- Aster laevis - Steliță
- Aster lanceolatus - Steliță
- Aster linosyris - Coamă de aur
- Aster novae-angliae - Steliță
- Aster novi-belgii - Steliță
- Aster oleifolius - Steliță
- Aster sedifolius - Steliță
- Aster tripolium - Albăstrică
- Aster x salignus - Steliță
- Aster x versicolor - Steliță
- Bellis perennis - Bănuți, Părăluțe
- Bidens cernua - Cârligioare
- Bidens connata
- Bidens frondosa
- Bidens pinnata
- Bidens tripartita - Dentiță
- Bidens vulgata
- Bombycilaena erecta
- Brachyactis ciliata
- Calendula arvensis - Filimică
- Calendula officinalis - Filimică
- Callistephus chinensis - Ochiul boului, Ruji de toamnă
- Carduus acanthoides
- Carduus candicans
- Carduus carduelis
- Carduus collinus
- Carduus crispus
- Carduus glaucinus - Volvatic de munte
- Carduus hamulosus - Armirai sălbatic
- Carduus kerneri
- Carduus personata
- Carduus thoermeri
- Carduus uncinatus
- Carduus viridis
- Carlina acanthifolia
- Carlina acaulis - Turtă, Ciurul Zânelor
- Carlina biebersteinii
- Carlina vulgaris - Scăișor, Turtă
- Carpesium cernuum - Gulerași, Dosnică galbenă
- Carthamus lanatus - Pintenoagă
- Carthamus tinctorius - Șofrănași
- Centaurea affinis
- Centaurea apiculata
- Centaurea arenaria
- Centaurea atropurpurea
- Centaurea besserana
- Centaurea calcitrapa
- Centaurea caliacrae
- Centaurea calvescens
- Centaurea carpatica
- Centaurea cuneifolia
- Centaurea cyanus - Albăstriță, Vinețele
- Centaurea dealbata
- Centaurea diffusa
- Centaurea gracilenta
- Centaurea iberica
- Centaurea indurata
- Centaurea jacea
- Centaurea jankae
- Centaurea kotschyana
- Centaurea macroptilon
- Centaurea marschalliana
- Centaurea melanocalathia
- Centaurea micranthos
- Centaurea mollis
- Centaurea moschata
- Centaurea neiceffii
- Centaurea nervosa
- Centaurea nigrescens
- Centaurea orientalis
- Centaurea pannonica
- Centaurea phrygia
- Centaurea pinnatifida
- Centaurea pontica
- Centaurea pseudophrygia
- Centaurea reichenbachii
- Centaurea rocheliana
- Centaurea rumelica
- Centaurea ruthenica
- Centaurea rutifolia
- Centaurea sadleriana
- Centaurea salonitana
- Centaurea scabiosa
- Centaurea simonkaiana
- Centaurea solstitialis
- Centaurea stenolepis
- Centaurea stereophylla
- Centaurea stoebe
- Centaurea tauscheri
- Centaurea tenuiflora
- Centaurea thirkei
- Centaurea thracica
- Centaurea trinervia
- Centaurea triniifolia
- Centaurea triumfetti
- Centaurea varnensis
- Cephalorrhynchus tuberosus
- Chartolepis glastifolia
- Chondrilla juncea - Răsfug
- Chrysanthemum carinatum
- Chrysanthemum coronarium
- Cicerbita alpina
- Cichorium endivia - Cicoare
- Cichorium intybus - Cicoare
- Cirsium acarna
- Cirsium acaule
- Cirsium afrum
- Cirsium alatum
- Cirsium arvense - Pălămidă
- Cirsium boujarti - Crăpușnic
- Cirsium brachycephalum
- Cirsium candelabrum
- Cirsium canum
- Cirsium ciliatum
- Cirsium creticum
- Cirsium decussatum
- Cirsium eriophorum - Crăpușnic
- Cirsium erisithales - Colțul lupului
- Cirsium furiens - Crăpușnic
- Cirsium grecescui
- Cirsium helenioides - Crăpușnic
- Cirsium ligulare
- Cirsium oleraceum - Nilocea, Crăstăval
- Cirsium palustre - Crăpușnic
- Cirsium pannonicum
- Cirsium rivulare
- Cirsium serrulatum
- Cirsium tuberosum
- Cirsium vulgare - Crăpușnic,scai
- Cirsium waldsteinii
- Cnicus benedictus - Schinel
- Conyza canadensis - Bătrâniș
- Coreopsis grandiflora - Lipscănoaice, Ochișele
- Coreopsis tinctoria - Lipscănoaice, Ochișele
- Cosmos bipinnatus
- Cosmos sulphureus
- Crepis biennis - Barba lupului
- Crepis capillaris - Gălbenuș
- Crepis conyzifolia - Gălbenuș
- Crepis foetida - Gălbenuș
- Crepis jacquinii - Gălbenuș
- Crepis mollis - Gălbenuș
- Crepis nicaeensis - Gălbenuș
- Crepis paludosa - Gălbenuș
- Crepis pannonica - Gălbenuș
- Crepis praemorsa - Gălbenuș
- Crepis pulchra - Gălbenuș
- Crepis sancta - Gălbenuș
- Crepis setosa - Gălbenuș
- Crepis sibirica - Gălbenuș
- Crepis tectorum - Gălbenuș
- Crepis viscidula - Gălbenuș
- Crupina vulgaris
- Cynara cardunculus - Cardon
- Cynara scolymus - Anghinare
- Dahlia coccinea - Gherghină, Dalie
- Dahlia variabilis - Gherghină, Dalie
- Doronicum austriacum - Iarba ciutei
- Doronicum carpaticum - Cujdă
- Doronicum columnae - Cujdă
- Doronicum hungaricum - Iarba căprioarei
- Doronicum orientale
- Doronicum pardalianches
- Doronicum stiriacum
- Echinops banaticus
- Echinops exaltatus - Tătarnică
- Echinops microcephalus
- Echinops ruthenicus
- Echinops sphaerocephalus - Măciuca ciobanului, Rostogol
- Eclipta prostrata
- Erechtites hieraciifolia
- Erigeron acris - Bunghișor
- Erigeron alpinus - Bunghișor
- Erigeron annuus - Bunghișor
- Erigeron atticus - Bunghișor
- Erigeron nanus - Bunghișor
- Erigeron uniflorus - Bunghișor
- Eupatorium cannabinum - Cânepa codrului
- Filago arvensis - Flocoșele
- Filago lutescens
- Filago minima
- Filago vulgaris
- Gaillardia aristata - Fluturei
- Gaillardia pulchella - Fluturei
- Galinsoga ciliata - Busuioc de câmp
- Galinsoga parviflora - Busuioc sălbatic
- Galinsoga quadriradiata
- Gazania rigens
- Gerbera jamesonii
- Gnaphalium luteoalbum
- Gnaphalium norvegicum
- Gnaphalium supinum
- Gnaphalium sylvaticum - Floarea patului
- Gnaphalium uliginosum
- Grindelia squarrosa
- Helianthus annuus - Floarea soarelui
- Helianthus decapetalus
- Helianthus tuberosus - Napi porcești
- Helichrysum arenarium - Siminoc
- Helichrysum bracteatum - Flori de paie, Imortele
- Helichrysum petiolare
- Helmintotheca echioides - Iarba găii
- Hieracium alpicola - Vulturică
- Hieracium alpinum - Vulturică
- Hieracium aurantiacum - Rușuliță
- Hieracium bauhini - Culcușul vacii
- Hieracium bifidum - Vulturică
- Hieracium caesium - Vulturică
- Hieracium caespitosum - Vulturică
- Hieracium cymosum - Vulturică
- Hieracium dentatum - Vulturică
- Hieracium echioides - Vulturică
- Hieracium flagellare - Vulturică
- Hieracium flagelliferum - Vulturică
- Hieracium glabratum - Vulturică
- Hieracium glaucinum - Vulturică
- Hieracium inuloides - Vulturică
- Hieracium jankae - Vulturică
- Hieracium jurassicum - Vulturică
- Hieracium kotschyanum - Vulturică
- Hieracium krasanii - Vulturică
- Hieracium lachenalii - Vulturică
- Hieracium lactucella - Opintic
- Hieracium laevigatum - Vulturică
- Hieracium latifolium - Vulturică
- Hieracium macilentum - Vulturică
- Hieracium macranthum - Vulturică
- Hieracium maculatum - Vulturică
- Hieracium magocsyanum - Vulturică
- Hieracium murorum - Vulturică
- Hieracium nigrescens - Vulturică
- Hieracium nigritum - Vulturică
- Hieracium pallescens - Vulturică
- Hieracium pilosella - Vulturică
- Hieracium piloselloides - Vulturică
- Hieracium pilosum - Vulturică
- Hieracium pocuticum - Vulturică
- Hieracium pojoritense - Vulturică
- Hieracium praebiharicum - Vulturică
- Hieracium prenanthoides - Vulturică
- Hieracium pseudopilosella - Vulturică
- Hieracium racemosum - Vulturică
- Hieracium ramosum - Vulturică
- Hieracium robustum - Vulturică
- Hieracium rohacsense - Vulturică
- Hieracium sabaudum - Vulturică
- Hieracium schmidtii - Vulturică
- Hieracium sparsum - Vulturică
- Hieracium substellatum - Vulturică
- Hieracium sudeticum - Vulturică
- Hieracium telekianum - Vulturică
- Hieracium transsylvanicum - Vulturică
- Hieracium umbellatum - Iarba vulturului
- Hieracium umbrosum - Vulturică
- Hieracium valdepilosum - Vulturică
- Hieracium villosum - Vulturică
- Hieracium virosum - Vulturică
- Hieracium wiesbaurianum - Vulturică
- Homogyne alpina - Rotunjoare
- Hypochaeris glabra
- Hypochaeris maculata - Iarbă împușcată
- Hypochaeris radicata - Buruiană porcească
- Hypochaeris uniflora - Anghinarea oilor
- Inula bifrons
- Inula britannica - Șovârvariță
- Inula conizae - Moartea puricelui
- Inula ensifolia - Buruiană pentru vânt
- Inula germanica - Cioroi
- Inula helenium - Iarbă mare
- Inula hirta
- Inula oculus-christi
- Inula salicina - Cioroi
- Iva xanthiifolia
- Jurinea arachnoidea
- Jurinea glycacantha
- Jurinea ledebourii
- Jurinea linearifolia
- Jurinea mollis
- Jurinea stoechadifolia
- Jurinea tzar-ferdinandii
- Lactuca aurea - Lăptucă
- Lactuca perennis - Lăptucă
- Lactuca quercina - Lăptucă
- Lactuca saligna - Lăptucă
- Lactuca sativa - Salată
- Lactuca serriola - Lăptucă
- Lactuca tatarica - Lăptucă
- Lactuca viminea - Lăptucă
- Lactuca virosa - Lăptucă veninoasă
- Lapsana communis - Zgrăbunțică, Salata câinelui
- Leontodon autumnalis - Capul călugărului
- Leontodon crispus
- Leontodon croceus
- Leontodon hispidus - Potcapul călugărului
- Leontodon montanus
- Leontodon repens
- Leontodon saxatilis
- Leontopodium alpinum - Albumiță, Albumeală, Floare de colț, Floarea reginei
- Leucanthemum adustum
- Leucanthemum atratum
- Leucanthemum maximum
- Leucanthemum vulgare - Margarete
- Leucanthemum waldsteinii
- Ligularia glauca - Varza iepurelui
- Ligularia sibirica - Gălbinele, Curechi de munte
- Matricaria discoidea
- Matricaria perforata - Romaniță nemirositoare
- Matricaria recutita - Mușețel
- Matricaria trichophylla
- Mycelis muralis - Susai pădureț
- Onopordum acanthium - Scai măgăresc
- Onopordum tauricum
- Petasites albus - Captalan
- Petasites hybridus - Captalan
- Petasites kablikianus - Captalan
- Petasites spurius - Captalan
- Picris hieracioides - Amăruță
- Prenanthes purpurea - Salata iepurelui
- Pulicaria dysenterica - Tătăiș, Punga babei
- Pulicaria vulgaris - Puricariță
- Rudbeckia hirta
- Rudbeckia laciniata - Mărită-mă mamă
- Rudbeckia triloba
- Santolina chamaecyparissus - Lemnul Maicii Domnului
- Santolina rosmarinifolia
- Saussurea alpina
- Saussurea discolor
- Scolymus hispanicus
- Scorzonera austriaca - Lăptiucă
- Scorzonera cana
- Scorzonera hispanica
- Scorzonera humilis
- Scorzonera laciniata
- Scorzonera lanata
- Scorzonera mollis
- Scorzonera parviflora
- Scorzonera purpurea
- Scorzonera rosea
- Senecio aquaticus - Cruciuliță, Spălăcioasă
- Senecio arenarius - Cruciuliță, Spălăcioasă
- Senecio cacaliaster - Cruciuliță, Spălăcioasă
- Senecio carniolicus - Cruciuliță, Spălăcioasă
- Senecio carpaticus - Cruciuliță, Spălăcioasă
- Senecio cineraria - Cruciuliță, Spălăcioasă
- Senecio doria - Cruciuliță, Spălăcioasă
- Senecio erraticus - Cruciuliță, Spălăcioasă
- Senecio erucifolius - Bătătorniță
- Senecio germanicus - Cruciuliță, Spălăcioasă
- Senecio glaberrimus - Cruciuliță, Spălăcioasă
- Senecio hercinicus - Cruciuliță, Spălăcioasă
- Senecio inaequidens - Cruciuliță, Spălăcioasă
- Senecio jacobaea - Petimbroasă, Rujină
- Senecio ovatus - Cruciuliță, Spălăcioasă
- Senecio paludosus - Cruciuliță, Spălăcioasă
- Senecio sarracenicus - Cruciuliță, Spălăcioasă
- Senecio squalidus - Cruciuliță, Spălăcioasă
- Senecio subalpinus - Cruciuliță, Spălăcioasă
- Senecio sylvaticus - Cruciuliță, Spălăcioasă
- Senecio umbrosus - Cruciuliță, Spălăcioasă
- Senecio vernalis - Cruciuliță, Spălăcioasă
- Senecio viscosus - Cruciuliță, Spălăcioasă
- Senecio vulgaris - Cruciuliță, Spălăcioasă
- Serratula bulgarica
- Serratula lycopifolia
- Serratula radiata
- Serratula tinctoria - Șerpet, Gălbinare
- Serratula wolffii - Joldeală
- Sigesbeckia orientalis
- Silybum marianum - Armurariu
- Solidago canadensis - Sânziană de grădină
- Solidago gigantea
- Solidago graminifolia
- Solidago virgaurea - Splinuță
- Sonchus arvensis - Susai
- Sonchus asper - Susai aspru
- Sonchus oleraceus - Susai moale
- Sonchus palustris - Susai mare
- Stemmacantha serratuloides - Stegie turcească, Limba oii
- Tagetes erecta - Crăițe, Vâzdoage
- Tagetes patula - Crăițe, Vâzdoage
- Tagetes tenuifolia - Crăițe, Vâzdoage
- Tanacetum alpinum
- Tanacetum balsamita - Calomfir, Calapăr
- Tanacetum cinerariifolium - Floarea raiului
- Tanacetum coccineum
- Tanacetum corymbosum - Năpraznic
- Tanacetum indicum
- Tanacetum macrophyllum - Ventrice
- Tanacetum millefolium - Valentiță
- Tanacetum morifolium - Tufănică, Crizantemă
- Tanacetum parthenium - Spilcuțe
- Tanacetum serotinum
- Tanacetum vulgare - Ventrice
- Taraxacum alpinum - Păpădie
- Taraxacum bessarabicum - Păpădie
- Taraxacum erythrospermum - Păpădie
- Taraxacum fontanum - Păpădie
- Taraxacum hoppeanum - Păpădie
- Taraxacum nigricans - Păpădie
- Taraxacum officinale - Păpădie
- Taraxacum palustre - Păpădie
- Taraxacum serotinum - Părăsita găinilor
- Telekia speciosa
- Tephroseris aurantiaca
- Tephroseris capitata
- Tephroseris crispa
- Tephroseris integrifolia
- Tephroseris papposa
- Tragopogon balcanicus - Barba caprei
- Tragopogon dubius - Barba caprei
- Tragopogon floccosus - Barba caprei
- Tragopogon graminifolius - Barba caprei
- Tragopogon hayekii - Barba caprei
- Tragopogon orientalis - Barba caprei
- Tragopogon porrifolius - Barba caprei
- Tragopogon pratensis - Barba caprei
- Tussilago farfara - Podbal
- Verbesina encelioides
- Xanthium albinum
- Xanthium italicum - Cornaci
- Xanthium orientale
- Xanthium saccharatum
- Xanthium spinosum - Holeră
- Xanthium strumarium - Scaietele popii, Cornuți
- Xeranthemum annuum - Plevaiță
- Xeranthemum cylindraceum - Plevaiță
- Zinnia elegans - Cârciumărese
- Zinnia haageana - Cârciumărese